# 飯塚健
飯塚 健（いいづか けん、1979年1月10日 - ）は、日本の映画監督、脚本家。
小説家、舞台演出家としての顔も持つ。

## 略歴
群馬県渋川市出身。2003年、映画『Summer Nude』でデビュー（撮影時 22歳、公開時 24歳）。その後、シティボーイズのきたろうに誘われたのを機に、演劇作品も手掛けるようになる。
2012年5月13日、女優の井上和香と結婚。2015年7月18日、第1子女児が誕生。

## 作品リスト

### 映画
- Summer Nude （2003年7月12日公開、アルゴ・ピクチャーズ） - 監督・脚本
- 放郷物語 THROWS OUT MY HOMETOWN （2006年3月18日公開、アクティブ・シネ・クラブ） - 監督・脚本・編集
- 彩恋 SAI-REN （2007年8月4日公開、エム・エフボックス） - 監督・脚本
- 荒川アンダー ザ ブリッジ THE MOVIE （2012年2月4日公開、ソニー・ピクチャーズ エンタテインメント） - 監督・脚本・編集[5]
- 風俗行ったら人生変わったwww  （2013年11月9日公開、セディックインターナショナル、電通） - 監督・脚本・編集[6]
- 大人ドロップ（2014年4月4日公開、東宝映像事業部） - 監督・脚本・編集[7][8]
- 全員、片想い（2016年7月2日公開、東映、オムニバス映画） - 「 MY NICKNAME is BUTATCHI 」監督・脚本・編集[9][10]
- ブルーハーツが聴こえる（2017年4月8日公開 、日活／ティ・ジョイ、オムニバス映画） - 「ハンマー（48億のブルース）」監督・脚本・編集[11][12]
- 笑う招き猫 （2017年4月29日公開、ディー・エル・イー） - 監督・脚本・編集[13][14]
- 榎田貿易堂 （2018年6月9日公開、アルゴ・ピクチャーズ） - 監督・脚本・編集[15][16]
- 虹色デイズ（2018年7月6日公開、松竹） - 監督・脚本・編集（根津理香との共同脚本）[17][18]
- ステップ（2020年7月17日公開 、エイベックス・ピクチャーズ） - 監督・脚本・編集[19]
- FUNNY BUNNY （2021年4月29日公開 、KDDI） - 監督・脚本・原作[20]
- ヒノマルソウル〜舞台裏の英雄たち〜 （2021年6月18日公開 、東宝） - 監督[21][22]
- 野球部に花束を（2022年8月11日公開、日活）[23]
- 宇宙人のあいつ（2023年5月19日公開、ハピネットファントム・スタジオ）
- ある閉ざされた雪の山荘で（2024年1月12日公開、ハピネットファントム・スタジオ） - 監督・脚本[24]

### 映画（短編）
- 電柱の上に咲いた花（ 2005年 /監督・脚本・編集 / オムニバス映画「天使が降りた日 」の一編 ）
- Wonderful swim（ 2006年 / 監督・脚本・編集 / オムニバス映画「ハヴァ、ナイスデー 」の一編  ）

### テレビドラマ
- ラストメール2〜いちじく白書〜（2009年 BS朝日 / 監督・脚本）

担当話 = 第5話 「真夏のシャッター」
- 荒川アンダー ザ ブリッジ　全10話　（2011年7月～ MBS・TBS / 監督・脚本・編集 / 原作・中村光 ）

担当話 = 第1話/ 2話/ 3話/ 5話/ 6話/ 7話/ 8話 (episode 22 のみ)/ 9話/ 10話
- イロドリヒムラ[25][26]（2012年10月～ TBSドラマNEO / 監督・脚本・編集 ）

担当話 = 第2話 「Thunderbird」
- 放課後グルーヴ[27][28]　全10話　（2013年4月～ TBSドラマNEO / 監督・脚本・編集  )

担当話 = 全10話
- GTO[29]（2014年7月～ 関西テレビ・フジテレビ / 原作・藤沢とおる）

担当話 = 第1話/ 2話/ 3話 - 監督・編集・共同脚本　 / 第4話/ 5話 - 脚本協力　 / 第11話（最終回） - 監督・編集
- REPLAY&DESTROY[30][31]　全8話　（2015年4月 -  MBS・TBS / 監督・脚本・編集 ）

担当話 = 全8話
- 神奈川県厚木市 ランドリー茅ヶ崎[32][33][34][35][36][37][38] 全4話　（2016年3月～ MBS・TBS / 監督・脚本・編集  ）

担当話 = 全4話
- 笑う招き猫 [13] 全4話（ 2017年3月～ MBS・TBS / 監督・脚本・編集/ 原作・山本幸久 ）

担当話 = 全4話
- 噂の女 全10話（ 2018年4月～ BSテレビ東京 連続ドラマJ / 監督・編集/ 原作・奥田英朗 ）

担当話 = 第1話/ 2話/ 6話/ 7話/ 10話（最終回）

### ライブショウ
- コントと音楽 vol. 1 / 振り返れない[39][40]（2019年12月 / 演出・脚本・選曲  / 横浜赤レンガ倉庫・モーションブルーヨコハマ ）
- コントと音楽 vol. 2 / 他人関係[41]（2020年9月 / 演出・脚本・選曲  / 横浜赤レンガ倉庫・モーションブルーヨコハマ ）
- コントと音楽 vol. 2.5 / 番外配信編[42]（2021年5月11日配信 / 演出・脚本・選曲  / 横浜赤レンガ倉庫・モーションブルーヨコハマ ）
- コントと音楽 vol.3 / くたばるものかよ [43]（2021年10月公演予定 / 演出・脚本・選曲 /  コットンクラブ ）
- コントと音楽 vol.4 / 今度こそ、愛だ（2022年9月16日 - 25日公演予定 / 演出・脚本・選曲 /  コットンクラブ ）[44]

### 演劇
- ファミリーボーン（2003年 / 演出・脚本・映像監督/ 恵比寿エコー劇場 ）
- FUNNY BUNNY（2007年 / 演出・脚本  / 新宿SPACE107 ）
- 燃え尽きる寸前の光（2008年 / 演出・脚本・映像監督  / シアターVアカサカ ）
- オアシスと砂漠（2009年 / 脚本  / 青山劇場 ）
- ファンタジア（2009年 / 演出・脚本・映像監督 / 新宿シアターモリエール ）
- FUNNY BUNNY　鳥獣と寂寞の空[45][46]（2012年 / 演出・脚本  / 青山円形劇場 ）

### ケータイ・ネット配信ドラマ
- LISMOドラマ 「 REPLAY & DESTROY 」[47][48][49]　全４話　（2011年 / 監督・脚本・編集 ）
- BeeTV 「 のぞき穴 」[50][51]　全12話　（2012年 / 監督・脚本  ）
- ひかりTV 「 24時間女優 -待つ女-　橋本愛×飯塚健 」　（2014年 / 監督・脚本・編集  ）

### 著書
- ピンポンダッシュ 飯塚健冒険記 （2004年 / エッセイ・単行本 / サンクチュアリ・パブリッシング ）
- 放郷物語 THROWS OUT MY HOMETOWN （2006年 / 小説・単行本 / 角川書店 ）
- 彩恋 SAI-REN （2007年 / 小説・単行本 / 小学館 ）
- Renewal [52]（2010年　/ バンド・LOVE LOVE LOVEとのコラボレーションによるオンライン連載短編小説 ）
- SWITCH NOTE 人生が変わる88のスイッチ （2012年 / A-Works 著作ではないが、飯塚のエピソードも収録されている ）
- ファニーバニー （2015年 / 小説・単行本 / 朝日新聞出版 ）
- 21世紀深夜ドラマ読本 (2015年 / 洋泉社ムック　巻頭ロングインタビュー ）
- さよならズック [53]（2018年 / 絵本 / 復刊ドットコム ）

作を担当。絵はイラストレーターの尾崎智美。

### 連載
- コラム「 映画監督・飯塚健の日々散々 」　（2012年7月～2016年7月 テレビ朝日とauによるモバイルサイト「auヘッドライン」にて週一連載 ）

### MV
- AAA　「 鍵のある場所 」（2007年 / 脚本 / アルバム「AROUND」のDVD特典に収録された短編映画 ）
- 石川智晶　「 逆光 」（2010年 / 監督・脚本 / ゲーム「戦国BASARA3」主題歌 / 出演・小林涼子 ）
- LOVE LOVE LOVE　「 嘘のつき方 」[54]（2011年 / 監督・脚本・編集 / ドラマ「深夜食堂2」主題歌 / 出演・井上和香、阿部進之介 ）
- ザ50回転ズ　「 涙のスターダスト・トレイン 」[55]（2012年 / 監督・編集 / 映画「荒川アンダー ザ ブリッジ THE MOVIE」主題歌 / 出演・桐谷美玲 ）
- 真野恵里菜　「 Song for the DATE 」[56]（2012年 / 監督・編集 ）
- Not yet　「 ヒリヒリの花 」[57]（2013年 / 監督・編集 ）
- OKAMOTO'S　「 HAPPY BIRTHDAY 」[58]（2014年 / 監督・編集 ）
- NICO Touches the Walls　「 天地ガエシ 」[59]（2014年 / 監督・脚本・編集 / アニメ「ハイキュー!!」エンディングテーマ ）
- ASIAN KUNG-FU GENERATION 「 Planet of the Apes / 猿の惑星 」[60][61]（2015年 / 監督・編集 / ドラマ「REPLAY&DESTROY」主題歌 ）
- 松井玲奈とチャラン・ポ・ランタン　「 シャボン 」 （2016年 / 監督・脚本・編集 / ドラマ「神奈川県厚木市 ランドリー茅ヶ崎」オープニングテーマ ）
- 降谷建志　「 ワンダーラスト 」[62] （2018年 / 監督・編集 / 映画「虹色デイズ」エンディングテーマ ）
- 秦基博　「 在る 」[63] （2020年 / 監督 / 映画「ステップ」主題歌

### CM
- デロンギ 全自動エスプレッソマシン[64][65]　（2015年 / 出演 / 共演・滝藤賢一）
- グリコポッキー × OKAMOTO'Sバージョン　（2014年 / 監督・編集 ）

### テレビアニメ
- 青い文学シリーズ桜の森の満開の下（2009年 日本テレビ / 脚本・劇中歌作詞 / 原作・坂口安吾 / 主演・堺雅人、水樹奈々 / 監督・荒木哲郎）

- RIDEBACK -ライドバック-（2009年 / シリーズ構成・脚本 / 原作・カサハラテツロー / 主演・水樹奈々、小山力也）

## ノミネート歴
- Summer Nude　2003年度 第7回 みちのく国際ミステリー映画祭 新人監督奨励賞ノミネート。

- 笑う招き猫　2017年  第60回ブルーリボン賞 作品賞ノミネート。[66]

- 榎田貿易堂　Nippon Cinema Award ノミネート。[67]2018年 11月 第11回 予告篇ZEN映画祭、予告篇大賞、映画チラシ大賞 ノミネート。[68]